# La Vie en rose (groupe japonais)
 (novembre 2012).
Si vous disposez d'ouvrages ou d'articles de référence ou si vous connaissez des sites web de qualité traitant du thème abordé ici, merci de compléter l'article en donnant les références utiles à sa vérifiabilité et en les liant à la section « Notes et références ».
Pour les articles homonymes, voir La Vie en rose (homonymie).
La Vie en rose (ラヴィアンローズ) est un groupe de musique japonaise appartenant au genre de l'angura kei, actif de 1994 à 2006. 
Son guitariste surnommé Ke2 forme par la suite le groupe Candle (ja) en 2008.

## Formation

### Membres actuels
- Ke2 : guitare
- Kyohsuke : batterie, chant
- Yuta : chant
- Ken : basse, chant

### Anciens membres
- Oyaji : chant (1994)
- Shinichi : chant (1994)
- Milk : guitare (1994-1995)
- Takeshi : basse (1994-1995)
- Takato : guitare (1995-1996)
- Kazuki : guitare (1996)

## Discographie
Demo tape
- Gishuushi (偽終止) (1995)
- In rubbish (1995)
- The Junky (1996)
- Ibaraki kakumei (茨城革命) (1997)

Albums
- Hitoshi 1sei ~ 5sei (人志1才～5才) (1998)
- L Mega Mix (2001)
- L Style (2002)
- Viva !! L Field (2003)
- Barairo no jinsei (バラ色の人生) (2005)
- Atarashii asa (新しい朝) (2006)
- The best of (2006)

Maxis
- Viva ! L Field (otameshi han) (お試し版）) (maxi-single) (2003)
- Gunjouki (mini-album) (2003)

Box
- Golden Box (CD + DVD) (2006)

## Vidéos
Concerts
- 10th Anniversary Memorail (DVD) (2004)
- 20050719 mukaikaze na barairo no yoru supesharu～☆kitaーーーー(｡∀｡)ーーー (20050719 向かい風なバラ色の夜 スペシャル～☆キターーーー(｡∀｡)ーーー) (2006)
- The Rosy days-La Vie en Rose last one month~ (2004)

Documentaires
- Ura vie en rose2 (裏ヴィアンローズ2) (2006)
- Ura vie en rose (裏ヴィアンローズ) (2006)